# Route nationale 5 (Guadeloupe)
Pour les articles homonymes, voir Route nationale 5.
La route nationale 5, ou RN 5, est une route nationale française en Guadeloupe de 42 km, qui relie le nord de Pointe-à-Pitre (au niveau des Abymes) à Saint-François par le centre de l'île de Grande-Terre en passant par Le Moule.

## Tracé
- Pointe-à-Pitre, connectée à sa rocade
- Aéroport Guadeloupe - Pôle Caraïbes, connectée à la rocade nord
- Les Abymes
- Pérrin (Les Abymes) reliés à la RD 106
- Bosrédon (Morne-à-l'Eau)
- Morne-à-l'Eau connectée à la RN 6
- Le Moule
- Saint-François, connectée à la RN 4

## Historique
Le tunnel de Perrin a été inauguré le 17 décembre 2020 au rond point de Perrin aux Abymes. Seulement 30 minutes après un bus est resté coincé à l'intérieur après avoir essayé d'entrer dans le tunnel de 3 mètres de haut.

## Sites desservis ou traversés
- Nord des Grands Fonds
- Les Abymes : Aéroport Guadeloupe - Pôle Caraïbes, ZAC de Dothémare, site du futur CHU de Pointe-à-Pitre/Les Abymes à Perrin
- Morne-à-l'Eau : Cimetière de Morne-à-l'Eau, église Saint-André
- Le Moule : Musée Edgar-Clerc, Habitation Zévallos, plage du Moule, plage de l'Autre-Bord
- Saint-François : chapelle de la Baie-d'Olive, plage de Saint-François

## Échangeurs et carrefours
rappel
- Giratoire:

- vers la Pointe des Châteaux
- Devarieux
- Dubédou sur le chemin de la roche
- Zévallos vers la porte d'enfer
- Letaye vers le barrage de Letaye

- Portland
- Giratoire

- Giratoire
- Pont de l'Autre Bord
- Route département 114
- Giratoire
- vers le boulevard de Général de Gaulle
- Giratoire
- Centre commercial vers centre commercial du Moule
- Pont de la baie

- Route départementale 120
- Route départementale 112

- Giratoire:

- Giratoire:
- Route départementale 107 vers Vieux Bourg

- Gensolin

- Giratoire

sur 1000 mètres
- Giratoire:

début de la voie rapide (pas indiqué par un panneau)
- vers des habitations
- sur 3000 mètres

- Centre hospitalier en construction

(

- RD 106
- Tunnel de Pérrin (60m)

(Temporairement à 
)
- Rocade Nord de Pointe-à-Pitre vers l'ouest

- Rocade Nord de Pointe-à-Pitre vers l'est et  Route nationale 5
- Providence/Dothémare sud
- Giratoire:

- Giratoire
- Carrefour à feux tricolores
- Carrefour à feux tricolores
- Giratoire

## Trafic
Le trafic au Rond Point Pérrin est d'environ 50 000 véhicule par jour.[réf. souhaitée]